# Harrisburg International Airport
Harrisburg International Airport is een vliegveld in de gemeente Lower Swatara (15 km ten zuidoosten van Harrisburg, de hoofdstad van de Amerikaanse staat Pennsylvania). Het wordt beheerd door de Susquehanna Area Regional Airport Authority.
De code MDT verwijst naar Middletown, een voorstad van Harrisburg wat ook het postadres is van het vliegveld. Vliegtuigen die landen op MDT vanuit het zuiden vliegen vaak langs Three Mile Island (een paar kilometer vanaf de luchthaven). Het vliegveld (vaak ook aangeduid als HIA) is het belangrijkste vliegveld in South Central Pennsylvania en is het op twee na drukste vliegveld van Pennsylvania na Philadelphia International Airport en Pittsburgh International Airport.

## Geschiedenis
Harrisburg International Airport is ruim 100 jaar oud. Vanaf 1898 was het Signal Corps van de U.S. Army hier gestationeerd. Dat werd gevolgd door de eerste militaire vliegtuigen die vanaf 1918 landden op wat het Olmsted Field werd van de U.S. Army Air Service.
Het Middletown Air Depot (later Middletown Air Materiel Area) in Olmsted verzorgde logistieke en onderhoudsservice voor de militaire vliegtuigen totdat het sloot in 1969. In 1968 werden passagiersvluchten verplaatst van de Capital City Airport naar Harrisburg International Airport op de voormalige luchtmachtbasis.  Architect William Pereira ontwierp de nieuwe terminals welke werden voltooid in 1973.
In 1998 droeg de "Commonwealth" het beheer over aan de Susquehanna Area Regional Airport Authority (SARAA). Het bestuur van de SARAA bestaat uit vrijwilligers, getrapt gekozen voor termijnen van vijf jaar door de gekozen vertegenwoordigers uit de county's Cumberland, Dauphin en York, de steden Harrisburg en York en de gemeenten Fairview en Lower Swatara.
Er werken ongeveer 1400 mensen op het terrein van Harrisburg International Airport.
Een nieuwe 33.000 m² grote terminal werd voltooid in 2004, kostte $120 miljoen en werd ontworpen door The Sheward Partnership.

## Faciliteiten en vliegtuigen
Harrisburg International Airport beslaat een oppervlakte van 280 ha en ligt op een hoogte van 94 m boven zeeniveau. Het heeft een startbaan van asfalt, nummer 13/31 (3048 m lang en 61 m breed).
Startbaan 13 behoort tot een "CAT III approach" waardoor landingen mogelijk zijn tot een zicht van minimaal 180 m RVR (Runway Visual Range). De luchthaven heeft een "Surface Movement Guidance Control System (SMGCS)" (''grondzicht begeleidingssysteem'') waardoor vliegtuigen op de grond begeleid kunnen worden bij beperkt (minder dan 370 m) zicht (RVR).
Het vliegveld bevat ook een 40 m hoge verkeerstoren, waar naast het verkeer op het vliegveld ook het luchtverkeer in de omgeving wordt geregeld door luchtverkeersleiders van de FAA. 
De terminal heeft 12 gates en heeft een enkele pier, haast parallel aan de startbaan.

### Voor- en natransport
In 2004 gebouwd (en met de nieuwe terminal via een airconditioneerde luchtbrug) is de Multi-Modal Transportation Facility (MMTF) is een vier verdiepingen hoog gebouw dat alle voor- en natransport afhandelt. De bovenste drie etages hebben 2504 parkeerplaatsen voor kort-, dag- en langparkeren. De begane grond huisvest limo- en taxiverhuur, hotel shuttles, lijn- en charterbussen en de huurauto haal- en terugbrengplek.
In het lobbygebied op de begane grond zitten zes autoverhuurders, toiletten, vlucht- en bus-informatie-beeldschermen en een wachtruimte. Een verdieping hoger vormen loopbanden op de luchtbrug de verbinding met de terminal.
Lijn 7 van het Capital Area Transit System rijdt naar het centrum van Harrisburg en omliggende plaatsen. Het Middletown Amtrak Station, ongeveer 5 km oostelijk van de terminal, heeft een Amtrak treinverbinding via de Keystone-corridor. Er is voorgesteld om een nieuw treinstation te bouwen naast het MMTF, maar uiteindelijk is er gekozen om deze ongeveer 4 km naar het westen te bouwen (in Highspire).

## Luchtvracht
Harrisburg International Airport bevat ook vrachtexpeditie. De luchthaven ligt vlak bij de I-76, I-83 en I-81, waardoor goederen snel verder vervoerd kunnen worden. Drie grote expediteurs onderhouden vluchtdiensten vanaf een platform naast de startbaan.